# Klaus Metzger (Politiker)

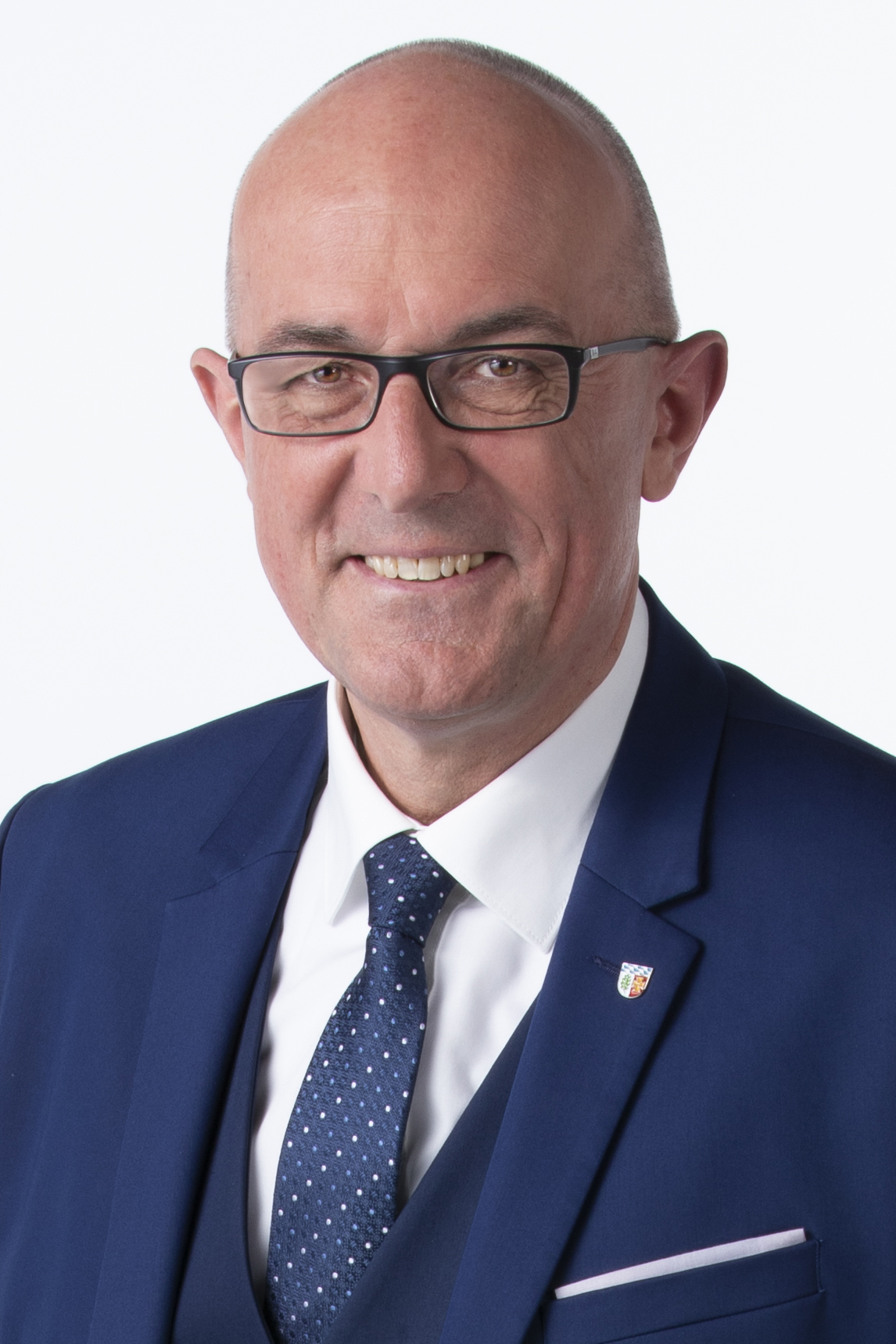
Klaus Metzger, 2020

Klaus Metzger (* 22. Mai 1963 in Augsburg) ist ein deutscher Politiker (CSU) und seit 1. Mai 2014 Landrat des Landkreises Aichach-Friedberg. 
Metzger ist verheiratet und Vater zweier Kinder.

## Schuldienst
Nach Abitur und Wehrdienst absolvierte Klaus Metzger ein Lehramtsstudium an der Universität Augsburg und übte anschließend seine Lehrtätigkeit an verschiedenen Grundschulen in Schwaben aus.
Von 1997 bis 2004 war er zunächst wissenschaftlicher Mitarbeiter, dann wissenschaftlicher Assistent bei Kaspar H. Spinner am Lehrstuhl für Didaktik der Deutschen Sprache und Literatur an der Universität Augsburg. Nach der Promotion in Germanistik an der Universität Augsburg im Jahre 2004 kehrte er als Seminarrektor in den Schuldienst zurück. Ab 2006 war er als Referent und Seminarbeauftragter an der Regierung von Schwaben tätig, wo er für die Ausbildung von Lehrerinnen und Lehrern sowie fachlich für die Grundschulen im Regierungsbezirk verantwortlich war. In dieser Zeit implementierte er die Jahrgangsübergreifenden Klassen, arbeitete an der Revision des Lehrplans Grundschule sowie von Fachlehrplänen mit und brachte das didaktische Konzept der "Guten Aufgaben" in die Fläche, auch durch eine Vielzahl an Publikationen. 2011 übernahm er dann als Schulamtsdirektor die fachliche Leitung des Staatlichen Schulamts im Landkreis Aichach-Friedberg.
In diesen Jahren verfasste er zahlreiche didaktische Publikationen und war unter anderem Herausgeber der LehrerBücherei Grundschule (Cornelsen Scriptor, Berlin; bis 2015), der Reihe Didaktik für die Grundschule (Cornelsen Scriptor, Berlin; bis 2015), Gute Aufgaben für den Wochenplan (Cornelsen Scriptor, Berlin; bis 2015) und Mitherausgeber des GrundschulMagazins (Oldenbourg Verlag, München; jetzt Friedrich Verlag).

## Politik
Als parteifreier Kandidat gewählt, ist Klaus Metzger seit 1. Mai 2014 Landrat des Landkreises Aichach-Friedberg. Mit 66,9 % setzte er sich im März 2020 deutlich gegen drei Mitbewerber durch und wurde für weitere sechs Jahre wiedergewählt.
Zu Beginn seiner Amtszeit 2014 hat Metzger im Kreistag mit der Neugestaltung der Ausschüsse „Soziales, Bildung und Schule“ sowie „Umwelt, Klima und Energie“ die politischen Schwerpunkte auf Bildungsentwicklung, Gesundheit und medizinische Versorgung, Altenhilfe und demografische Prozesse, Ehrenamt, Integration und den regionalen Klima-, Umweltschutz und Naturschutz gesetzt, hier etwa durch die Zertifizierung zur ÖkoModell-Region.
Gestützt auf ein funktionierendes Team, wurden in seiner ersten Amtszeit, die vom Dauerproblem Asyl- und Zuwanderungskrise gekennzeichnet war, die Projekte Ersatzneubau Krankenhaus Aichach, Neubau des Gymnasiums Mering und der Realschule Affing-Bergen sowie die Sanierung des Gymnasiums Friedberg erfolgreich abgeschlossen. Wesentlich war auch die Rekommunalisierung der Abfallverwertung Augsburg (AVA). Eine Komplettübersicht der Amtszeit 2014 bis 2020 ist auf seiner Homepage zu finden.
In seine zweite Amtszeit, geprägt durch die Corona-Krise, fallen u. a. der in Rekordzeit geplante und vollendete Ersatzneubau der Vinzenz-Pallotti-Schule, die nach 50 Jahren dringendst nötige Erweiterung und Sanierung des Landratsamtes und der Wittelsbacher Realschule in Aichach.
In Kooperation mit der Hochschule Augsburg gelang es ihm 2023, den Landkreis als Standort eines Technologietransferzentrums (TTZ) für das Bauwesen zu profilieren.
Um den Landkreis weiterzuentwickeln, initiierte er u. a. die Errichtung eines Katastrophenschutzzentrums, die Erweiterung der FOS/BOS in Friedberg, die Ansiedlung einer Fachakademie für Sozialpädagogik sowie einer Berufsfachschule für Kinderpflege, die Sanierung und Erweiterung der Realschule Mering. Gezielt trieb er die Projektierung der Baugebiete am Standort Altes Krankenhaus Aichach und des Areals der vormaligen Vinzenz-Pallotti-Schule in Friedberg voran.
Weil der Landkreis im Juni 2024 vom Hochwasser schwer getroffen wurde, rief er erstmalig in der Geschichte den Katastrophenfall aus.
Schwerpunkte sind aktuell die nachhaltige Weiterentwicklung des Landkreises (Agenda 2030), ein zukunftsfähiges Mobilitätskonzept sowie die konzeptionelle Stabilisierung der Kliniken an der Paar in Trägerschaft des Landkreises.
Als eine Maßnahme zur Stärkung des Demokratiebewusstseins bei Jugendlichen installierte er 2022 den Jugendkreistag – im Regierungsbezirk Schwaben bislang der einzige –, ein reguläres Gremium, das jungen Menschen ermöglicht, bereits früh Einfluss auf kommunalpolitische Entscheidungen zu nehmen. 2024 wurde diese Initiative durch die Bundesförderung „Demokratie leben!“ gewürdigt.
2020 holte er zusammen mit den Städten Aichach und Friedberg die Bayerische Landesausstellung („Stadt befreit. Wittelsbacher Gründerstädte“) in den Landkreis.
In seiner Funktion als Landrat besetzt Klaus Metzger etwa 30 ehrenamtliche und tätigkeitsbezogene Ämter, darunter im Verwaltungsrat und Personalausschuss der Abfallverwertung Augsburg KU (AVA), im Aufsichtsrat und der Gesellschafterversammlung der Augsburger Verkehrs- und Tarifverbund GmbH (AVV) oder im Aufsichtsrat und der Gesellschafterversammlung der Augsburger Schwabenhallen Messe- und Veranstaltung GmbH (ASMV). Als Vorsitzender führt er u. a. den Erholungsgebieteverein Augsburg e.V. (EVA) sowie den Wittelsbacher Land e.V. und ist Mitglied im Ausschuss für Verfassungs-, Rechts- und Kulturfragen des Bayerischen Landkreistages (BLKT) sowie der Bayerischen Krankenhausgesellschaft (BKG).
Des Weiteren ist Klaus Metzger Mitglied in 15 Vereinen im Landkreis Aichach-Friedberg.
Seit 2024 ist Metzger zudem Stellvertretender Bezirksvorsitzender der schwäbischen Landrätinnen und Landräte.

## Veröffentlichungen (Auswahl)
Neben seiner Reihen- und Zeitschriftherausgeberschaft hat Klaus Metzger sieben Bücher in Alleinautorenschaft verfasst, 23 Bände herausgegeben und mitgeschrieben, über 160 Beiträge in Fachbüchern und -zeitschriften veröffentlicht, sowie zahlreiche Rezensionen publiziert und an einer Software mitgearbeitet.
- Handlungsorientierter Umgang mit Medien im Deutschunterricht. Didaktische Voraussetzungen, Modelle und Projekte. Berlin: Cornelsen Scriptor 2001 (Lehrer-Bücherei: Grundschule).
- 45 Unterrichtsideen Deutsch. Kompetenzen individuell entwickeln. Berlin: Cornelsen Scriptor 2010 (Lehrerbücherei Grundschule: Ideenwerkstatt).
- Für das Schreiben begeistern. Kompetenzorientierte Schreibaufgaben. Texte vorbereiten, schreiben und überarbeiten. Berlin: Cornelsen Scriptor 2010 (Lehrerbücherei Grundschule: Kopiervorlagen).
- „Kopfzerbrecher“ – Sprachkompetenz entwickeln. Berlin: Cornelsen Scriptor 2012 (Lehrerbücherei Grundschule: Kopiervorlagen).
- Gute Aufgaben für den Wochenplan. Deutsch 1/2: Schreiben. Berlin: Cornelsen Scriptor 2013.

## Ehrenamtliches Engagement
- 1992 bis 2006: Kassier beim BLLV Kreisverband Augsburg-Land und verantwortlich für das Verbandsblatt AULA
- seit 1999: Kassenprüfer beim BLLV Studentenwohnheim Augsburg
- 2009 bis 2013: Jugendschöffe am Landgericht Augsburg
- seit 2017: Vorstandsvorsitzender des BRK-Kreisverband Aichach-Friedberg
- seit 2017: Anstaltsbeirat an der JVA Aichach
- seit 2018: Mitglied im Kuratorium der Technischen Hochschule Augsburg
- seit 2020: Mitglied im Vorstand der Gesellschaft der Freunde der Universität Augsburg
- seit 2023: Bezirksvorsitzender des Bayerischen Roten Kreuzes Schwaben

## Auszeichnungen
- 2016: THW Helferzeichen in Gold
- 2021: Ehrenurkunde BLLV
- 2021: Veteranenabzeichen der Bundeswehr